# Équipe de Norvège de rugby à XIII
L'équipe de Norvège de rugby à XIII est l'équipe qui représente la Norvège dans les compétitions internationales. Elle regroupe les meilleurs joueurs norvégiens (ou d'origine norvégienne) de rugby à XIII.

## Histoire
Au regard de l'histoire du rugby à XIII, le sport est d'introduction récente en Norvège , 
En effet la naissance d'une pratique organisée du rugby à XIII date de 2007, année où un des matchs juniors et amateurs sont organisés. C'est également la même année qu'un championnat de six équipes est lancée. La reconnaissance officielle des instances internationales viendra l'année suivante, avec le statut d'observateur accordé par la RLIF.
Les véritables débuts de la sélection nationale, surnommée « les Vikings », se feront lors de la Coupe Scandinave, qui se déroule à Oslo les 30 et 31 mai 2009. Ce tournoi de rugby à IX voit les locaux perdre leur tout premier match face à une sélection de jeunes joueurs britanniques , les GB Pioneers, sur le score de 24 à 00.
La même année, le 22 aout, les Norvégiens disputent leur premier test-match officiel face aux Danois. Ils signent alors leur premier succès en battant de deux points les visiteurs (28 à 26).
2009 étant décidément une année très riche pour le XIII norvégien puisqu'un championnat structuré de dix équipes est créé.
Le développement du sport dans le pays scandinave se fait dans des conditions géographiques et climatiques particulières. Ainsi les températures baissent régulièrement en dessous de 0 °C, pendant le championnat ce qui ne décourage pas les clubs locaux. En 2016, la finale du championnat national se déroule même dans la région du cercle arctique . Par ailleurs une distance de 1 500 km peut séparer les clubs du championnat situés dans le nord et le sud du pays.
L'équipe norvégienne ne fait pas tellement parler d'elle au niveau international, mais un évènement économique va entrainer un regain du développement du sport dans le pays. Pays pétrolier, la Norvège emploie des travailleurs étrangers britanniques et français sur ses plateformes pétrolières ; ces joueurs alimentent les clubs de rugby à XV locaux ou d'entreprises. Des difficultés économiques dans le secteur pétrolier, vont entrainer le départ de certains d'entre eux, entrainant par exemple des clubs quinzistes à passer à XIII, comme celui de Stavanger . Tous les clubs de rugby sont donc obligés de se tourner vers les talents locaux, qui sont plus nombreux à XIII qu'à XV .
Au mois de mai 2019, peu avant son match de qualification contre la Grèce, la fédération norvégienne reçoit la reconnaissance officielle du gouvernement norvégien, une reconnaissance qui ne pourra que stimuler le développement du sport dans ce pays scandinave.

## Éliminatoires de la  coupe du monde de 2021: échec malgré un parcours honorable
En 2018, la Norvège dispute les éliminatoires pour la Coupe du monde de rugby à XIII 2021.
Dans le cadre des matchs de qualifications pour la coupe du monde, elle est versée dans le Championnat nord C et elle dispute deux matchs :
Le 16 juin 2018 contre la République Tchèque, match qu'elle perd 16 à 20, même si les norvégiens gagnent très tôt  la possession du ballon, leur manque de discipline à la fin du match leur est fatal puisque deux pénalités réussies par les tchèques leur coutent la victoire. Les choses semblent donc compromises pour les norvégiens qui doivent impérativement battre les allemands chez eux au match suivant, avec un point-average favorable de 14 points, pour rester dans les éliminatoires.
Mais, le 15 sept. 2018 contre l'Allemagne à  Porsgrunn. Les allemands, favoris, perdent  ce match 22 à 40 (10-16), ce qui , à la surprise générale, les prive de toute qualification possible. En effet, les Norvégiens ayant perdu face à la République Tchèque, ils devaient battre les allemands avec quatorze point d'écart pour être en tête du groupe au « point-average ». Leur pari, de faire bonne figure et poursuivre leur parcours dans le tournoi qualificatif le plus longtemps possible, est donc réussi.
Ils rencontrent  la Grèce, qui a étrillé les maltais, au tour suivant . Grecs que les scandivaves rencontrent le 18 mai 2019 à Londres, le match étant retransmis en direct par la fédération européenne de rugby à XIII, sur sa chaine youtube.
Mais malgré une excellente remontée en deuxième mi-temps face aux Hellènes, ils échouent aux portes de la qualification. En effet, ils perdent sur le score de 26-56 

## Joueurs et personnalités notables
Nathan Cummins, le frère de Nick Cummins  (ancien joueur et rugby et  présentateur d'une émission de télé-réalité australienne, The Honey Badger), rejoint le championnat en 2018 et est sélectionnable en tant que résident en Norvège.
D'autres joueurs, originaires d'Australie, mais venus s'installer en Norvège, constituent également l'ossature de l'équipe nationale.
A la fin des années 2010, c'est le cas de Sonny Mellor, marié à une norvégienne. Ce joueur présente un handicap physique unique dans le monde du rugby à XIII : il est né avec un bras gauche non entièrement formé.